# Zrenjaninska stolnica
Stolnica svetega Janeza Nepomuka v Zrenjaninu (madžarsko Nepomuki Szent Jánosszékesegyház; srbsko Кatedrala svetog Ivana Nepomuka; italijansko Cattedrale di San Giovanni Nepomuceno) oziroma Zrenjaninska stolnica je rimskokatoliška stolnica v Zrenjaninu (Vojvodina, Srbija). Tu je sedež Zrenjaninske škofije, ki obsega ozemlje srbskega dela Banata. Stolnica je postavljena na glavnem zrenjaninskem trgu in je posvečena Svetemu Janezu Nepomuku.

## Zgodovina

### Veliki Bečkerek
Veliki Bečkerek (najprej Bečkerek) je bil pomembno kulturno in gospodarsko, politično in versko središče tako za časa Avstro-Ogrske, kadar je zgrajenih največ znamenitih stavb in mostov; v novi državi SHS je še pridobil na pomenu, ker je bil z mejami ločen od naravnega banatskega središča – Temišvarja. Spremljal je in včasih celo prehiteval svetovni razvoj. Tako je že 1891 uveden telefon, komaj pet let pozneje pa je dobilo mesto že električno razsvetljavo. Z železniško progo je bil medtem povezan s Kikindo, Vršcem, Temišvarjem in Pančevem. V Bečkereku so izhajai časopisi v več jezikih: v nemščini, madžarščini, hrvaščini in srbščini; imel je svojo knjižnico, gledališče, kino in več tiskarn.
Katoličani so skozi dolgo obdobje v mestu in okolici tvorili večino. 1870 je imelo mesto 19.667 prebivalcev v  1.960 gospodinjstvih. Leta 1900 pa so našteli že 26.407 prebivalcev, od katerih so bili 9.279 Madžari, 8.091 Srbi, 8.055 Nemci, 423 Slovaki, 281 Romuni, 70 Hrvati in 199 ostali. 

V času po Prvi svetovni vojni so se zaradi ugodnih možnosti naseljevali številni uradniki, obrtniki, podjetniki ali navadni delavci zlasti iz bivšega avstroogrskega dela nove države - med njimi tudi Slovenci (livarna Bobek), ki so iskali delo, zaslužek in primernejše življenjske razmere. V sklopu pijaristovske gimnazije je bila Gimnazijska cerkev svetega Štefana; svojo kapelico so imele sestre notredamke v svojem samostanu-šoli, kakor tudi usmiljeni bratje v od njih ustanovljeni bolnišnici, v kateri so požrtvovalno delali. Ta karitativni red je imel središče v Gradcu; znan je tudi v Sloveniji; saj je 1894 med drugimi ustanovil bolnišnico tudi v Novem mestu na Kandiji.

### Večjezična apostolska uprava
Apostolska uprava jugoslovanskega dela Banata je bila poprej del velike Čanadske škofije, ki jo je v enajstem stoletju ustanovil ogrski kralj sveti Štefan; njen zavetnik je bil sveti Mirko - Štefanov sin (Szent Imre). Njen prvi škof pa je bil sveti Gerard, ki je postal zavetnik nove škofije šele v Novi Jugoslaviji; medtem pa apostolska uprava v Stari Jugoslaviji sploh ni imela svojega lastnega zavetnika. Čanadska škofija je obsegala celotno področje med Tiso in Donavo vse do Karpatov in je bilo katoliško prebivalstvo - Nemci, Madžari in Hrvati, poleg njih še Romuni in Čehi - v večini. Po Prvi svetovni vojni pa je bila s Trianonsko pogodbo razdeljena na tri dele: največji del je prigrabila Romunija, manjši del Država Slovencev, Hrvatov in Srbov, Madžarski pa je ostal najmanjši, severni del okoli Segedina. 1927 je imela tako uprava 64 župnij z 80 duhovniki in 202.000 verniki, kjer so bili po številu na prvem mestu Nemci (Donauschwaben), sledili so jim Madžari, pa Hrvati in drugi; katoličani so čez noč postali manjšina.
V tej jezikovni Babiloniji »s toliko narodnosti, ki so še kako občutljive, kadar gre za njihov lastni jezik in običaje«, je lahko na zadovoljstvo vseh deloval le človeško in humanistično razgledan ter krščansko in znanstveno izobražen človek, kar je prvi apostolski upravitelj Rodič tudi bil; saj »je ohranil ugled nepristranskega nadpastirja« - V čemer se strinjajo vsa ohranjena pričevanja; navedimo le zahvalo nekega banatskega bogoslovca:
| Bogoslov Lazar Rönel | Bogoslovec Lazar Rönel |
| --- | --- |
| ”Vi ne stanujete više u Beogradu; Vi ne nosite više titulu beogradskog nego plovdivskog nadbiskupa; ali Vi ostajete naš natpastir, u srcima našeg puka ideal natpastira kojije Nijemcima i mađarima i Hrvatima, svima jednako bio duhovni otac, svima dao jednaka prava, a u srcima ideal duhovnog oca, koji u svojim suradnicima najviše cijeni svećenika, a ne pripadnost kojoj naciji.” | »Vi ne prebivate več v Beogradu; ne nosite več naziva beograjski, ampak (samo) plovdivski nadškof; a Vi ostajate naš nadpastir, v srcih našega ljudstva vzor nadpastirja, ki je bil Nemcem, Madžarom in Hrvatom duhovni oče, dajal vsem enake pravice; v njihovih srcih pa vzor duhovnega očeta, ki v svojih sodelavcih najbolj ceni duhovnika, a ne pripadnost kaki narodnosti.« |

### Apostolski upravitelj Rafael Rodič
Novi apostolski upravitelj Rafael Rodič je bil slovesno umeščen 15. aprila 1923 v župnijski Cerkvi svetega Janeza Nepomuka v Velikem Bečkereku, pri čemer so sodelovali: banjaluški škof Garič, opat Banjaluške trapistovske opatije Marije Zvezde Diamant, hrvaški frančiškanski provincial Troha, čez 30 banatskih duhovnikov ter verna množica. Takoj za naslednji dan je Rodič sklical posvetovanje z dekani in na njihove predloge imenoval vse upravno osebje glede na cerkvene predpise.
Kakšna pa je bila verska slika ob njegovem prihodu? Čeprav so podatki malo poznejši, kažejo približno isto sorazmerje med takratnimi veroizpovedmi, saj je prebivalstvo v mirnodobskem okolju približno enakomerno naraščalo v vseh veroizpovedih in ni poznalo (vsaj v toliki meri ne) današnjega omejevanja rojstev. V celotni Banatski upravi so imeli pravoslavni večino: bilo jih je čez tri petine; sledili so jim katoličani s slabima dvema petinama; drugih veroizpovedi je bilo - razen protestantov - komaj za omembo. Če pogledamo natančneje, je bilo katoličanov 206.579, pravoslavcev 332.471, evangeličanov 40.322, judov 4011 in muslimanov 489..

### Stolnica

#### Za časa apostolske uprave
1923 je postal apostolski upravitelj v Velikem Bečkereku frančiškan Rafael Rodić; ob imenovanju ga je "potolažil" prvi nuncij v Kraljevini Jugoslaviji, češ da bo moral vse začeti na novo, ker nima niti stolnice niti stanovanja niti urejene škofijeske uprave. V spremnem pismu k imenovanju ga je Pellegrinetti pohvalil, češ da je o njem slišal veliko lepega: za njegove vrline, vdanost Božji Cerkvi, spretnost in preudarnost pri upravljanju, skratka - imel ga je za dobrega dušnega pastirja; obenem mu ni prikrival težav in vsakovrstnega pomanjkanja, ki ga čaka v novi službi.
Glede stolnice si Rodič ni belil glave, saj je lahko uporabljal za slovesnosti edino katoliško cerkev v takratnem največjem banatskem mestu - Velikem Bečkerekus, kamor je prispel na Veliki petek s Trsata, kjer ga je v vlogi gvardijana zamenjal Slovenec Vendelin Vošnjak. Umeščen je bil na Belo nedeljo 1923; naslednjega dne pa je po posvetu z dekani določil tudi vse škofijsko upravno osebje.
Stanovanje si je novi upravitelj začasno uredil v župnišču, pozneje pa v samostanu pijaristov; za stolnico je lahko imel na razpolago prostorno Župnijsko cekev Svetega Janeza Nepomuka - čeprav je stalno naraščanje števila katoličanov priporočalo graditev vsaj še kake cerkve. Glede na takratni razvoj mesta se je njenih pet zvonov razlegalo naokoli ravno do roba mesta in menili so, da pravzaprav zadostuje potrebam; v resnici pa je bila takrat (1923) premajhna, danes (2023) pa je prevelika zaradi upadanja prebivalstva in velikega izseljevanja nasploh, zlasti pa katoličanov.

#### Skozi zgodovino cerkev ali mošeja
Na tem mestu je že v srednjem veku stala katoliška cerkev; po usodni Mohački bitki 1526 - kjer je padel tako kralj kot veliko cerkvenih dostojanstvenikov - so Turki polagoma zavzemali celotno področje skupaj s utrjenim Temišvarjem. Tako so se razširili tudi po Banatu in bečkereško katoliško cerkev spremenili v mošejo. Pod Osmani je prav tam nastala Bečkereška trdnjava. Po osvoboditvi je spremenjena nazaj v katoliško cerkev in sicer po zmagi Evgena Savojskega. 1716 je bila namreč osmanska vlada premagana ter pregnana iz Temišvarja in sicer že na samem začetku avstrijsko-turške vojne (1716-1718). Na območju tega Temišvarskega pašaluka je od davnine živelo v slogi in sodelovanju več narodnosti: Madžari, Srbi in Romuni - pa seveda tudi Turki oziroma pomuslimanjeni kristjani. Krščansko prebivalstvo je bilo pretežno rimskokatoliško in pravoslavno, v manjši meri pa protestantsko. Precejšnje število muslimanov je živelo zlasti po večjih mestih. Zaradi zanemarjanja poljedelstva so bila cela področja poplavljena ali pa zamočvirjena - zlasti rodovitno področje od Bečkereka pa vse do Vršca. Od nekdanjega prebivalstva jih je ostalo v Banatu le okoli 5 odstotkov.
Čeprav je bilo področje osvobojeno že prej, so v Bečkereku in okolici najprej začeli urejati svoje domove in so uporabljali za bogoslužje kar dotedanjo mošejo. Novo cerkev so začeli graditi med 1758-1763 pod pokroviteljstvom Čanadske škofije s sedežem v Temišvarju, a po ukazu avstrijske cesarice Marije Terezije iz leta 1758; zdržala je ravno eno stoletje.
V baročnem slogu zgrajena stavba je sčasoma postajala premajhna za vse večje število katoličanov, katerih naseljevanje je spodbujala zlasti cesarica. Poleg tega so kraj in tudi cerkev prizadevale razne nezgode in tudi požar, ki je uničil večji del naselja; hudo pa jo je poškodoval tudi udar strele in je obstajala nevarnost, da se podere in pod seboj pokoplje vernike.

#### Sedanja cerkev
Zaradi skokovito naraščajočega števila katoličanov in zaradi nestabinosti zidovja so jo mestne oblasti 1863 same podrle in začele graditi 1864 na mestu podrte veliko večjo stavbo - to je današnjo cerkev, ki je bila dokončana 1868.
Kot triladijsko stavbo jo je zasnoval v romantičnem neoklasicističnem slogu stavbenik Franz Brandeisz. Štiri leta pozneje jo je poslikal s podobami po zgledu na Dorejeve jedkanice domači slikar Jožef Gojgner (ali Josef Geugner), ki je bil rodom s Tirolskega. Nekaj let prej se je izkazal tudi v bližnji Ečki, kjer je naslikal Križev pot na stene velikanske cerkve, katero je gradil grof in general Sigismund Lazar 1862-1864 - okoli že obstoječe manjše cerkve - le-to pa v izrazito neoromanskem slogu, a po načrtih znamenitega Ybla. Poslikave so vzete po motivih iz Svetega pisma; za podobo Jezus pred Pilatom mu je bil vzor Munkácsy, za Zadnjo večerjo Da Vinci. Obstajajo tudi podobe olje na platnu, in sicer v glavnem oltarju podoba sv. Janeza Nepomuka, pa tudi Marija z Jezuščkom, ki jo je naslikal Székely. 
1907 je cerkev pridobila baročno bučne Wegensteinove orgle iz Temišvarja. 

#### Končno prava stolnica
Sveti papež Janez Pavel II. je župnijsko cerkev sv. Janeza Nepomuka 16. decembra 1988 povzdignil v stolnico. Slovesno je prenovljeni oltar proti ljudstvu in obnovljeno cerkev posvetil apostolski upravitelj in posvečeni škof Tamás Jung že dne 4. junija 1972. 
Sveti mučenec Gerard (*980 Benetke, †1046 Budim) pa je zavetnik Zrenjaninske škofije glede na bulo z dne 16. decembra 1986. 
S somaševanjem duhovnikov in škofov iz Srbije, Romunije (Temišvar) in Madžarske (Segedin) – kakor tudi z navzočnostjo vernikov ter predstavnikov mestnega javnega življenja, redovnikov, redovnic in vernikov, je Bečkereška škofija obeležila 150-letnico svoje stolnice. Ob tej priliki so obnovili zvonik ter pročelje, izdali brošure v nemščini, madžarščini in srbščini z opisom zgodovine hrama; na glavnem mestnem trgu so si obiskovalci lahko ogledali na panojih razstavljeno priložnostno gradivo v sliki in besedi, ki jo je obogatila med spominsko mašo izrečena misel škofa Németa:
| Katedrala u Zrenjaninu obeležila 150 godina postojanja | Stolnica v Bečkereku je obeležila 150-letnico obstoja |
| --- | --- |
| Cela zajednica se danas raduje. Ova crkva je relativno mlada, 150 godina za jednu zgradu nije velika dob; ali stoji na istom mestu gde je prema istorijskim zapisima od 1332. godine postojao hrišćanski katolički hram. Drago nam je da je crkva izgrađena u lepom stilu, velika, dostojanstvena i da odgovara potrebama naših vernika. | Celotna skupnost se danes veseli. Ta cerkev je razmeroma mlada, 150 let za stavbo ni veliko, vendar stoji na istem mestu, kjer je po zgodovinskih zapisih iz leta 1332 stala krščanska katoliška cerkev. Veseli nas, da je cerkev zgrajena v lepem slogu, velika, dostojanstvena in ustreza potrebam naših vernikov. |